# Eichhornia diversifolia
Eichhornia diversifolia là một loài thực vật có hoa trong họ Pontederiaceae. Loài này được (Vahl) Urb. mô tả khoa học đầu tiên năm 1903.